# تاکاهیرو تاکاگی
تاکاهیرو تاکاگی (انگلیسی: Takahiro Takagi؛ زادهٔ ۱ ژوئیهٔ ۱۹۸۲) بازیکن فوتبال اهل ژاپن است.
از باشگاه‌هایی که در آن بازی کرده‌است می‌توان به باشگاه فوتبال آلبیرکس نیگاتا، باشگاه فوتبال جف یونایتد ایچیهارا چیبا، باشگاه فوتبال کونسادول ساپورو، و باشگاه فوتبال کونسادول ساپورو، اشاره کرد.